# 元通
元通（？—501年），字昙和，河南郡洛阳县（今河南省洛阳市东）人，魏献文帝拓跋弘之孙，骠骑大将军、太保、领太尉、咸阳王元禧长子，北魏宗室。

## 生平
景明二年（501年）五月，元禧趁着魏宣武帝元恪在北邙山打猎，聚众在洛阳城西小宅，想要发兵攻击魏宣武帝。元禧派元通与尹仵期、薛继祖等人偷偷前往河内郡太守陆琇家中，准备占据河内郡起兵响应。
元通走后，元禧等人意见分歧，不能决断，只是约定不泄密后散去。有人劝元禧说：“殿下的儿子和儿媳已经北渡黄河，我们和他们之间互相不知道情况，现在低头自感安全，不是很危险吗？”元禧说：“起初派他们离开时，命令他们像行人一样渡过黄河，等待我的动静。我很久之前就已经派人追赶他们，估计现在应该返回了。”当时元通已经进入河内郡，陈列兵器，释放囚犯。 
陆琇一开始与元通传递消息，听说元禧失败，就将元通斩首，将首级送到朝廷。

## 家庭

### 兄弟姐妹
- 元翼，南梁信武将军、青冀二州刺史、咸阳王
- 元显和
- 元树，南梁镇西将军、郢州刺史、邺王
- 元昌，南梁直阁将军
- 元晔，南梁散骑常侍、
- 元坦，北齐特进、开府仪同三司、新丰县公
- 元昶，东魏车骑大将军、仪同三司、太原王
- 元仲英，乐安公主，嫁闾伯昇
- 上庸公主，嫁陆子彰